# Catocala allusa
Catocala allusa hoặc Catocala faustina allusa là một loài bướm đêm thuộc họ Erebidae. Loài này có ở British Columbia, phía nam qua Washington tới miền bắc California. Nó cũng được tìm thấy ở Oregon và possibly miền tây Nevada.

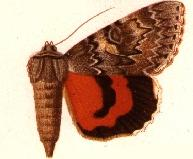
Minh hoạ

Con trưởng thành bay từ tháng 7 đến tháng 8 tùy theo địa điểm. Có thể có một lứa một năm.
Ấu trùng ăn các loài Populus và Salix.

## Hình ảnh

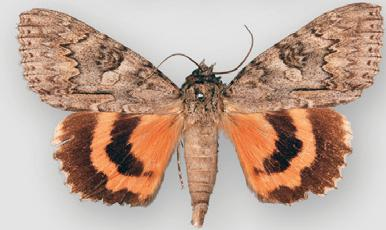
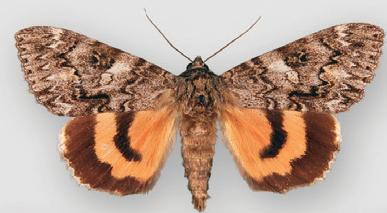